# Odznaka dla Załóg Łodzi Podwodnych
Odznaka dla Załóg Łodzi Podwodnych (niem.U-Boot Kriegsabzeichen) – niemiecka odznaka z czasów II wojny światowej nadawana załogom U-Bootów, po przeprowadzeniu najczęściej dwóch patroli.

## Historia

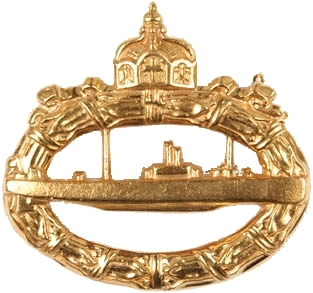
Odznaka dla Załóg Łodzi Podwodnych z 1918

Pierwotnie odznaka ta została wprowadzona podczas I wojny światowej 1 lutego 1918 roku. Przyznawana była w uznaniu dla załóg U-Bootów, które ukończyły trzy patrole wojenne. Odznaka noszona była w lewym dolnym rogu munduru i miała owalny kształt przypominający wieniec z liści laurowych. Pośrodku wieńca umiejscowiona była łódź podwodna, a w górnej części wieńca inkrustowano Koroną Cesarstwa Niemieckiego (Reichskrone)
13 października 1939 odznakę przywrócono. Była bardzo podobna do oryginalnej wersji, jednakże zamiast Reichskrone umieszczono niemieckiego orła nad swastyką i zastosowano bardziej zmodernizowany okręt w stosunku od pierwszej wersji, z dziobem statku skierowanym w lewo.

## Wersje Odznaki
Odznaka przyznawana był w dwóch klasach:

### Odznaka dla Załóg Łodzi Podwodnych
Odznakę tej klasy można było zdobyć na kilka sposobów. Najczęstszym było ukończenie dwóch lub więcej patroli wojennych, przy czym warto dodać że patrol wojenny U-Boota trwać mógł kilka miesięcy. Innymi okazjami do przyznania tej nagrody, mogła być sytuacja w której załogant został ranny podczas patrolu lub pośmiertnie, jeśli załogant zginął podczas akcji.

### Odznaka dla Załóg Łodzi Podwodnych z Diamentami

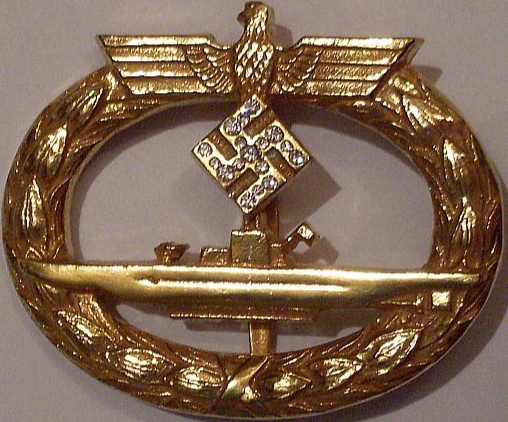
Odznaka dla Załóg Łodzi Podwodnych z Diamentami

Odznaka tej klasy została ustanowiona przez wielkiego admirała (niem.Grossadmiral) Karla Dönitza, po otrzymaniu od wielkiego admirała Ericha Readera specjalnej wersji odznaki z litego złota, w której wieniec i swastyka były inkrustowane diamentami.
Odznaka była nagrodą specjalną przyznawaną dowódcom łodzi podwodnych, którzy otrzymali Krzyż Rycerski Żelaznego Krzyża z Liśćmi Dębu. Wersja ta została wykonana ze złotej blachy na srebrze, wyprodukowana przez firmę Schwerin u. Sohn i Gebr. Godet & Co. Przyznano ich około 30, w tym pierwotną wersję dla admirała Dönitza.